# Public Interest Registry
Public Interest Registry — это некоммерческая организация из Рестона, штат Вирджиния, созданная в 2002 году для управления доменом верхнего уровня .ORG. Она взяла на себя управление .ORG в январе 2003 года и запустила .NGO и .ONG домены верхнего уровня в марте 2015 года.
В ноябре 2019 года было объявлено, что Public Interest Registry будет продан Интернет-обществом частной инвестиционной компании Ethos Capital за 1,135 миллиарда долларов США, но в апреле 2020 года ICANN решила отказаться от продажи.

## Информация
Public Interest Registry

Тип: Некоммерческий
Индустрия: Интернет, Реестр доменов
Основана: В 2002 в Рестоне, штат Вирджиния
Основатели: Линн Сент-Амур, Хэл Любсен, Рам Мохан, Дэвид Махер
Ключевые люди: Джон Неветт, Джуди Сонг-Маршалл, Пол Диас, Брайан Кимболик, Элизабет Сабо, Ананд Вора, Мэри Корнуэлл, Рик Вильгельм
Родитель: Интернет-общество

Веб-сайт: pir.org

## Домены
.ORG
Главная статья: .org